# The Orderly
The Orderly er en amerikansk stumfilm fra 1918 af Arvid E. Gillstrom.

## Medvirkende
- Billy West
- Oliver Hardy
- Leatrice Joy
- Ethel Marie Burton
- Leo White
- Joe Bordeaux
- Bud Ross